# Ann Jones (femme politique)
Pour les articles homonymes, voir Ann Jones.
Ann Jones, née le 4 novembre 1953 à Rhyl, est une femme politique britannique œuvrant au pays de Galles.
Exerçant le mandat de membre de l’Assemblée puis du Senedd pour Vale of Clwyd depuis 1999, elle est vice-présidente de l’assemblée nationale du pays de Galles puis du Parlement gallois depuis 2016. Politiquement, elle appartient au Welsh Labour et au Co-operative Party.

## Biographie

### Éléments personnels et carrière professionnelle
Ann Sadler naît le 4 novembre 1953 à Rhyl, une station balnéaire du Denbighshire, au pays de Galles (Royaume-Uni). Elle suit son parcours scolaire à la Rhyl High School (en). En 1973, elle épouse Adrian Jones avec qui elle a deux enfants,.
Professionnellement, elle est assistante administrative (admin assistant) au Flintshire and Clwyd County Council Fire Service entre 1970 et 1976, opératrice de contrôle (control operator) au Clwyd Fire Service entre 1976 et 1991 et agent de lutte contre les incendies (fire control officer) à la Merseyside Fire Brigade (en) jusqu’en 1999. Elle appartient au syndicat Fire Brigades Union (en) à partir de 1982,.

### Carrière politique

#### Parcours
Ann Jones est conseillère du Rhyl Town Council à partir de 1991, dont elle désignée maire entre 1996 et 1997. Elle est élue conseillère du Denbighshire County Council en 1995,,.
En mai 1999, elle devient membre de l’Assemblée après son élection dans la circonscription électorale de Vale of Clwyd aux premières élections de l’assemblée nationale du pays de Galles. Elle conserve son mandat aux élections de 2003, 2007, 2011 et 2016,,,.
À la suite de l’élection générale de mai 2016, elle est élue vice-présidente de l’Assemblée par 30 voix contre 29 à John Griffiths (en) (Labour). Elle exerce la fonction sous la présidence d’Elin Jones (Plaid Cymru).

#### Travail parlementaire
Pendant ses mandats de membre de l’Assemblée, elle préside plusieurs comités :
- celui de l’Égalité des chances (de 2002 à 2003)[10] ;
- celui du Gouvernement local et des Services publics (de 2003 à 2007)[11] ;
- celui des Communautés, des Égalités et du Gouvernement local (de 2001 à 2013)[12] ;
- celui des Enfants et des Jeunes (de 2013 à 2016)[13] ;
- et celui de l’Examen du premier ministre (depuis 2016)[14].

#### Au sein du Welsh Labour et du Co-operative Party
Au début de la première mandature (1999), Ann Jones préside le groupe du Welsh Labour à l’assemblée nationale du pays de Galles,. Elle reprend ce rôle sous la quatrième mandature, entre 2011 et 2016.
Elle fait partie des candidats du Labour investis par le Co-operative Party aux élections générales galloises de mai 2016. Elle s’y présente sous la bannière « Labour and Co-operative ».

## Détail des mandats et fonctions

### Mandats électifs
- Membre de l’Assemblée puis du Senedd, élue dans la circonscription de Vale of Clwyd (en fonction depuis le 7 mai 1999).
- Conseillère du Rhyl Town Council (de 1991 à 1999).
- Conseillère du Denbighshire County Council (à partir de 1995).
- Maire de Rhyl (de 1996 à 1997).

### Fonctions législatives
- Vice-présidente de l’assemblée nationale pour le pays de Galles puis du Senedd (en fonction depuis le 11 mai 2016).
- Présidente du comité de l’Examen du premier ministre (en fonction depuis le 5 juillet 2016).
- Présidente du comité des Enfants et des Jeunes (du 24 avril 2013 au 6 avril 2016).
- Présidente du comité des Communautés, des Égalités et du Gouvernement local (du 22 juin 2011 au 24 avril 2013).
- Présidente du comité du Gouvernement local et des Services publics (du 3 juin 2003 au 2 mai 2007).
- Présidente du comité de l’Égalité des chances (du 3 décembre 2002 au 2 mai 2003).

### Fonction politique
- Présidente du groupe du Labour Party (à partir de 1999 et de 2011 à 2016).

## Résultats électoraux

### Assemblée nationale pour le pays de Galles
| Élection          | Circonscription | Parti  | Parti  | Voix  | %     | Résultats |
| ----------------- | --------------- | ------ | ------ | ----- | ----- | --------- |
| Assemblée de 1999 | Vale of Clwyd   |        | Labour | 8 359 | 37,65 | Élue      |
| Assemblée de 2003 | Vale of Clwyd   | 8 256  | Labour | 46,15 |       | Élue      |
| Générales de 2007 | Vale of Clwyd   | 8 104  | Labour | 36,38 |       | Élue      |
| Générales de 2011 | Vale of Clwyd   | 11 691 | Labour | 50,71 |       | Élue      |
| Générales de 2016 | Vale of Clwyd   | 9 560  | Labour | 39,53 |       | Élue      |